# Norman Angell
Sir Norman Angell, egentligen Ralph Norman Angell Lane, född 26 december 1872, död 7 oktober 1967, var en brittisk författare och parlamentsledamot för Labourpartiet. Han var mottagare av Nobels fredspris 1933.

## Biografi
Angell växte upp i Frankrike. Han arbetade en tid som jordbrukare, och därefter som guldgrävare i västra USA, övergick senare till tidningsmannabanan och arbetade som journalist i Amerika fram till 1898, därefter i Frankrike där han 1905-14 redigerade Daily Mails Parisupplaga och senare i Storbritannien.
Angell ägnade sig mycket åt ekonomiska och politiska frågor i sina skrifter, och började under början av 1900-talet att varna för ett kommande storkrig, främst i Europas synvilla (1910, The Great Illusion), som snabbt översattes till ett flertal språk. Han argumenterade där för att kapprustningen skulle leda till att mindre stater skulle bli värnlösa offer för stormakterna, och krigen i längden ruinera även dessa stater, och menade att satsen att krig var oundvikligt förenade med den mänskliga naturen var falsk. Han såg Tysklands försök att tävla med Storbritannien om världsherraväldet till sjöss som det största fredshotet.
Angell, som såg sina teser bekräftade i samband med första världskrigets utbrott fortsatte sin antimilitaristiska propaganda som politiker, föredragshållare och författare. Bland hans övriga skrifter märks Prussianism and its destruction (1914) där han krävde "preusseriets" förintande, The peace treaty and the economic chaos of Europe (1919), The fruits of victory (1921), Must Britain travel the Moskow road? (1926), Can goverment cure unenployment? (tillsammans med Harold Wright, 1931), The unseen assasins (1932), Preface to peace (1935). Angells huvudarbete var  Peace with the dictators? (1938) och Let the people know (1943), där han förordade skapandet av ett internationellt organ som även militärt kunde försvara svagare staters rättigheter, vilka tankar liknar de som efter andra världskriget ledde till bildandet av Förenta Nationerna.
Angell var 1928–1931 representant för arbetarpartiet i underhuset, adlades 1931 och erhöll 1934 Nobels Fredspris för 1933.

## Svenska översättningar
- Europas synvilla: en studie öfver militärmaktens betydelse för nationernas ekonomiska och sociala ställning (The Great Illusion) (Norstedt, 1910)
- Osynliga lönnmördare (The Unseen Assasins) (översättning Vilgot Hammarling) (Tiden, 1932)
- Kan staten avskaffa arbetslösheten? (Can Governments Cure Unemployment?) (tillsammans med Harold Wright) (Tiden, 1932)
- Vägen till fred (Preface to Peace) (översättning Leif Björk) (Tiden, 1935)
- Vem "äger" Brittiska imperiet? (1944)